# Beja (stad)
Beja (Portugese IPA: [ˈbɛʒɐ]; Arabisch: Bāja) is een stad en gemeente in het gelijknamige Portugese district Beja.
De gemeente heeft een totale oppervlakte van 1147 km² en telde 35.762 inwoners in 2001.

## Geschiedenis
Beja werd in 713 veroverd door de Omayyaden onder Musa ibn Nusayr. In 1150 kwam de stad aan de Almohaden-dynastie uit Marokko. Troepen uit Santarém, onder leiding van Fernão Gonçalves, bestormden in 1162 namens Alfons I van Portugal met succes Beja, dat in 1159 reeds tweemaal ingenomen was. In 1175 werd de stad wederom veroverd door de Almohaden maar kwam uiteindelijk in 1232 definitief in handen van de Portugezen.

## Toerisme

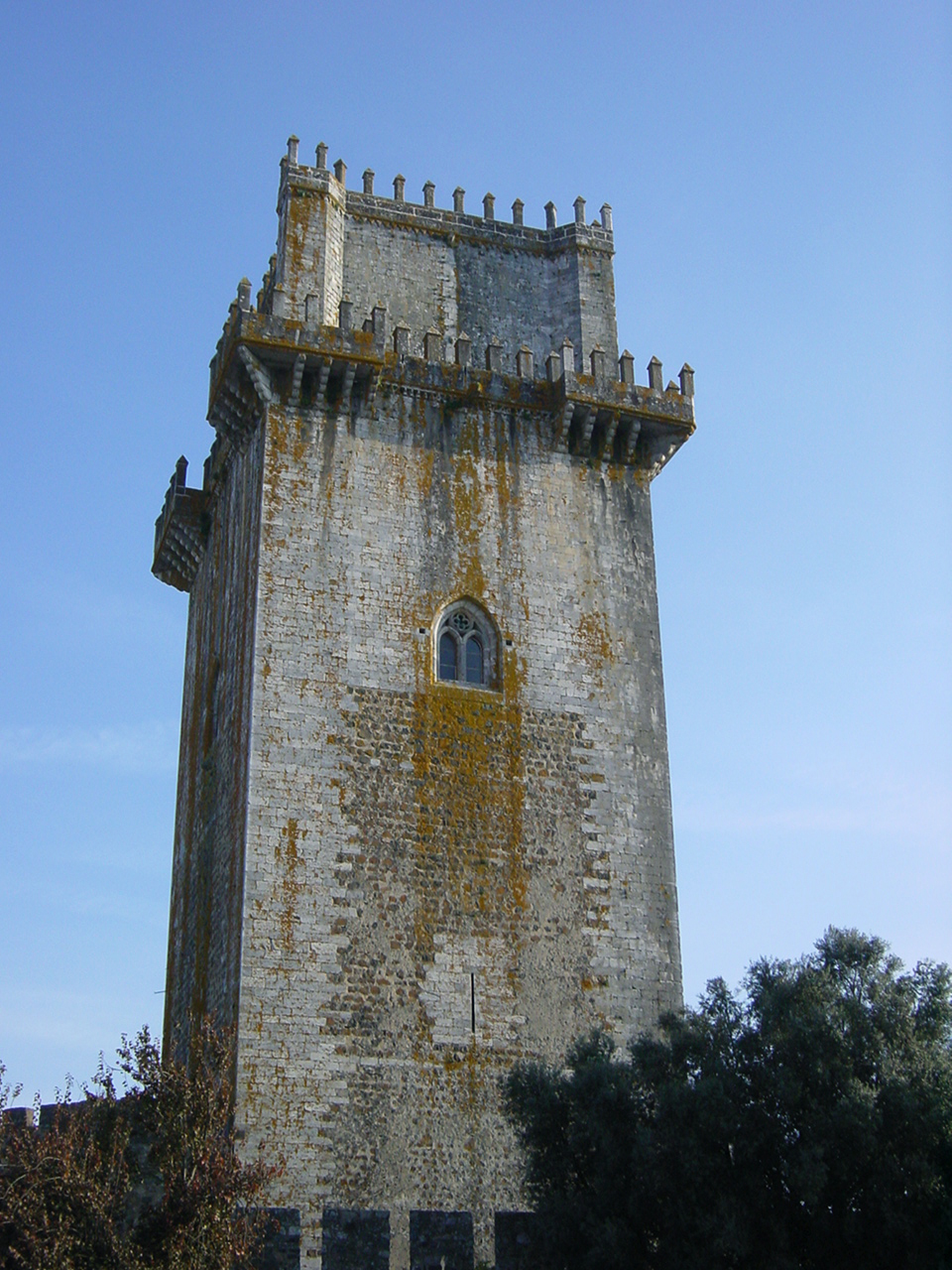
De toren van het kasteel Castelo de Beja

Bezienswaardig is het kasteel van Beja.

## Plaatsen in de gemeente
- Albernoa
- Baleizão
- Beringel
- Cabeça Gorda
- Mombeja
- Nossa Senhora das Neves
- Quintos
- Salvada
- Salvador (Beja)
- Santa Clara de Louredo
- Santa Maria da Feira (Beja)
- Santa Vitória
- Santiago Maior (Beja)
- São Brissos
- São João Baptista (Beja)
- São Matias
- Trigaches
- Trindade

## Geboren
- Linda de Suza (1948-2022), zangeres
- Fernando Mamede (1951), atleet

Aljustrel · Almodôvar · Alvito · Barrancos · Beja · Castro Verde · Cuba · Ferreira do Alentejo · Mértola · Moura · Odemira · Ourique · Serpa · Vidigueira